# Mont Sokbaro
Le mont Sokbaro est une montagne située sur la frontière entre le Bénin et le Togo, point culminant du Bénin avec 658 mètres d'altitude. Il figure dans la liste des aires protégées du pays.